# Інгемар Юганссон
Йенс Інгемар Юганссон  (швед. Jens Ingemar Johansson, 22 вересня 1932 Гетеборг, Гетеборг і Богус, Швеція — 30 січня 2009, Гетеборг, Вестра-Йоталанд, Швеція) — шведський боксер-професіонал, який виступав у важкій ваговій категорії. Срібний призер Літніх Олімпійських ігор 1952 року. Чемпіон світу у важкій (1959—1960) ваговій категорії.

### Аматорська кар'єра
У 1952 році Інгемар Юхансон брав участь в гельсінській Олімпіаді. Він дійшов до фіналу, де зустрівся з американцем Едом Сандерсом. За пасивний бокс у фіналі рефері дискваліфікував шведа. Юхансон був позбавлений медалі за 2-е місце. Міжнародний олімпійський комітет нагородив шведа срібною медаллю 30 років по тому — в 1982 році.

### 1952—1963
Дебютував в грудні 1952 року. Майже всі бої провів у Швеції.
30 вересня 1956 завоював вакантний титул чемпіона Європи за версією EBU.
У травні 1957 року Юханссон в 5-му раунді нокаутував Генрі Купера.
У лютому 1958 року він в 13-му раунді нокаутував Джо Ерскіна.
У вересні 1958 року Юханссон в 1-му раунді нокаутував непереможеного Едді Махена.
У червні 1959 він в США зустрівся з чемпіоном світу у важкій вазі Флойдом Паттерсоном. Чемпіон був на підлозі сім разів. У 3-му раунді швед нокаутував американця.
У червні 1960 року відбувся 2-й бій між Юхансоном і Флойдом Паттерсоном. Американець нокаутував противника в 5-му раунді.
У березні 1961 року відбувся 3-й бій між Юхансоном і Флойдом Паттерсоном. Юханссон побував на підлозі в 1-му раунді. У 6-му раунді американець нокаутував шведа.
За всю кар'єру в США провів тільки 3 бої — всі з Паттерсоном.
У квітні 1963 року Юханссон переміг за очками Брайна Лондона. Після цього бою Інгемар Югансон пішов з боксу.
За всю професійну кар'єру він жодного разу не зустрівся з боксером, який мав негативний рекорд, переміг всіх суперників, з ким зустрічався на професійному рингу. Він провів 28 боїв, в яких здобув 26 перемог (з них 17 нокаутом).